# خورشیدپرتو کلاه‌سیاه
خورشیدپرتو کلاه‌سیاه (نام علمی: Aglaeactis pamela) یک گونه از مگس‌مرغ‌ها در خانوادهٔ مگس‌مرغان است.

## پراکندگی
خورشیدپرتو کلاه‌سیاه بومی قاره آمریکا است و به‌ویژه در محدوده قلمرو بولیوی رشته کوه‌های آند رایج است. این گونه ارتفاع بالا در جنگل‌های کوهستانی مرطو تا بوته‌زار نیمه‌مرطوب، در ارتفاعات ۲٬۵۰۰–۴٬۲۰۰ متر (۸٬۲۰۰–۱۳٬۸۰۰ فوت) بالاتر از سطح آب‌های آزاد اشغال می‌کند.